# 伯爾格爾縣
伯爾格爾縣（Bargarh district）是印度的一個縣，位於該國東部，由奧里薩邦負責管轄，面積5,837平方公里，每年平均降雨量1,527毫米，識字率為75.16%，2011年人口1,478,833，人口密度每平方公里253人。

## 外部連結
- Bargarh District website （页面存档备份，存于）
- 官方网站
- （页面存档备份，存于） List of places in Bargarh